# Pont de Levallois - Bécon (metrostation)
Pont de Levallois - Bécon is het westelijk eindpunt van metrolijn 3 van de metro in Parijs. Het station ligt in de gemeente Levallois-Perret en is vernoemd naar de nabijgelegen Pont de Levallois.
De gemeente, de brug en het station hebben alle hun naam te danken aan Nicolas Eugène Levallois, een projectontwikkelaar die hier in de 19e eeuw een woongebied ontwikkelde. Heden ten dage wordt de omgeving hier gedomineerd door hoofdkantoren van verschillende ondernemingen.
Pont de Levallois - Bécon · 
Anatole France · 
Louise Michel · 
Porte de Champerret · 
Pereire · 
Wagram · 
Malesherbes · 
Villiers · 
Europe · 
Saint-Lazare · 
Havre - Caumartin · 
Opéra · 
Quatre-Septembre · 
Bourse · 
Sentier · 
Réaumur - Sébastopol · 
Arts et Métiers · 
Temple · 
République · 
Parmentier · 
Rue Saint-Maur · 
Père Lachaise · 
Gambetta · 
Porte de Bagnolet · 
Gallieni